# Ron Woodroof
Ronald Dickson Woodroof, detto Ron (Dallas, 3 febbraio 1950 – Dallas, 12 settembre 1992), è stato un imprenditore statunitense.
Nel marzo del 1988 ha creato quell'associazione che sarebbe diventata nota come Dallas Buyers Club. Contrasse il virus dell'HIV all'inizio degli anni ottanta e poco tempo dopo creò un'associazione per reperire e distribuire farmaci per il trattamento dell'HIV, in un momento in cui la malattia era ancora poco conosciuta. Ha citato in giudizio la Food and Drug Administration, per il fatto che essa proibiva la vendita di molti farmaci che Woodroof era costretto a procurarsi all'estero.

## Biografia
Woodroof è nato a Dallas, Texas, il 3 febbraio 1950, da Garland Odell Woodroof e Willie Mae Hughes. Di professione elettricista, il suo primo matrimonio è stato con Maria Etta Pybus, celebrato il 28 giugno del 1969 a Dallas. La coppia ha avuto una figlia, Yvette Lynn Woodroof (nata il 1 febbraio 1970), per poi divorziare il 23 marzo 1972. Il 6 maggio 1972 si è sposato con Rory S. Flynn, sempre a Dallas. Ha divorziato il 21 maggio 1973. Ha poi sposato Brenda Shari Robin il 4 ottobre 1982 a Lubbock. I due hanno divorziato il 4 marzo 1986, dopo che gli venne diagnosticato l'HIV. 
Alcuni dei suoi amici hanno dichiarato ai giornalisti che egli era gay o bisessuale.
Ron Woodroof morì il 12 settembre 1992 di polmonite, causata dall'AIDS, sette anni dopo che gli era stato diagnosticato l'HIV. Oltre 20 anni dopo la sua morte, i suoi ultimi anni di vita divennero la base del film Dallas Buyers Club. È stato interpretato da Matthew McConaughey, che ha vinto numerosi premi per la sua interpretazione, tra cui il premio Oscar come miglior attore.